# San Llorente
San Llorente es una localidad de la provincia de Valladolid, Castilla y León, España. También es conocido como San Llorente del Valle. El pueblo se encuentra al este de la provincia. Limita con Villaescusa de Roa (6,7 km) provincia de Burgos, Corrales de Duero (2,5 km), Valdearcos (6 km), Roturas (5 km), Piñel de Arriba (6 km) y Encinas de Esgueva (9 km). Es uno de los cinco municipios que constituyen el Valle del Cuco junto con Corrales de Duero, Valdearcos de la Vega, Bocos de Duero y Curiel de Duero (5,8km). San Llorente está a 17 km de Peñafiel y a 72 km de la capital. La carretera que pasa por San Llorente es la VA-3017. El transporte público es una línea de autobuses de "Autocares de Las Heras", que enlaza Quintanamanvirgo (Burgos) y Valladolid. Pertenece a la comarca de Campo de Peñafiel.

## Geografía
San Llorente del Valle es el pueblo situado a mayor altitud (889m) de los cinco que componen el Valle del Cuco. El punto más alto es La Revilla (920m) y el siguiente es El Quemado (915m). Tiene tres ambientes naturales: El páramo, el valle y el monte. 
El páramo tiene hecha la concentración parcelaria, se cultiva principalmente cebada, trigo, girasol; es llano y salpicado de majanos (montones de piedras). 
El Valle apenas tiene relevancia en la economía agrícola, en la actualidad hay huertas abandonadas en su mayoría, algún frutal, chopos y olmos. Parte de las laderas de los valles fueron cultivadas antes de la mecanización, después se abandonó su cultivo. Hace unos pocos años fueron repobladas con pinos que por las escasas lluvias y la mala calidad de la tierra caliza las plantas de pino se han desarrollado poco. Por otra parte el abandono mayoritario del cultivo y la ausencia de pastoreo en el valle ha dado lugar a una espesa maleza que impide el tránsito por el valle salvo el camino principal. El Valle comienza en una fuente de dos caños en Jarrubia situada a 1,5 km del pueblo.
El monte (906 m) es una zona de minifundio dedicado al cereal intercalado en un monte de encinas. El comienzo del monte está a 2 km del pueblo y se llega tras atravesar término municipal de Corrales. Desde una la cercana fuente de Honsequilla (2,2 km) se ve Corrales de Duero en el fondo del valle. Al oeste del monte hay otro valle que conduce a Valdearcos de la Vega. Al comienzo de este valle está la Fuente de San Bartolomé (3 km) (nacimiento del arroyo Congosto).
El Camino Real de Burgos es una cañada pecuaria histórica que atraviesa San Llorente. Dicha cañada se utilizaba para la trashumancia del ganado entre Burgos y Peñafiel. Este camino viene de Curiel donde se conoce con el nombre Cantones. El Camino Real de Burgos se encamina atravesando el término municipal de Villaescusa hacia Guzmán. 
La Cueva también llamada Puentecilla es una zona del pueblo situada en una ladera del valle cubierta en parte por encina que en su día estuvo dedicada al cultivo de la vid, frutales (almendros, cerezos). Estos cultivos están en su mayoría abandonados. El nombre viene de una cueva natural que existe en lo alto de la ladera hacia el final del camino que atraviesa esta zona.
El Robledal es una ladera de robles que comienza en Fuente de Los Enfermos. Tiene unas 6,5Ha de robles. Abajo de la ladera ya se mezclan los robles con olmos y chopos. Encima del Robledal pasa la línea de alta tensión de 400 kVoltios. La línea viene de la Mudarra, Cigales, Piñel de Abajo y luego continua hacia Aranda de Duero, San Esteban de Gormaz, Cariñena y acaba en la Central Térmica de Escatrón, junto al río Ebro en la provincia de Zaragoza.

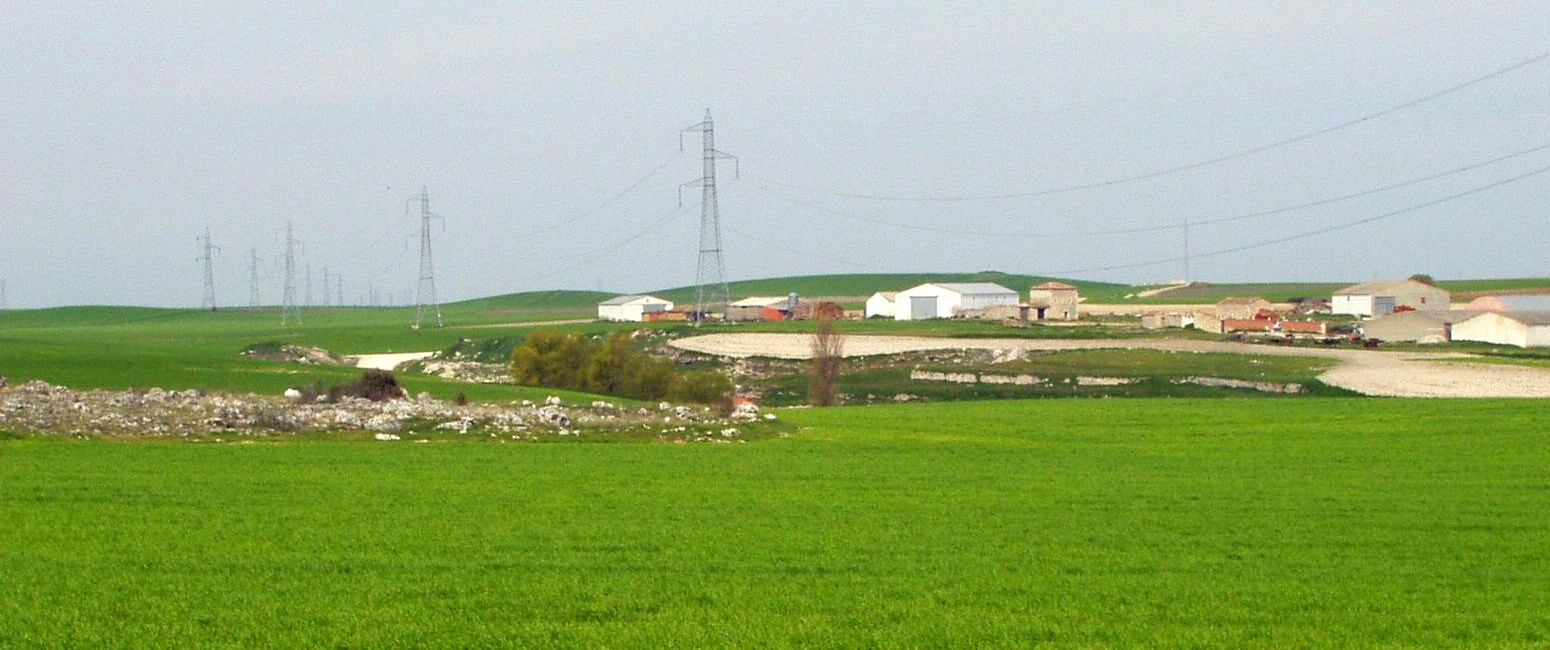
Las Henaras, Fuente La Fraila, Eras, Robledo, La Revilla.

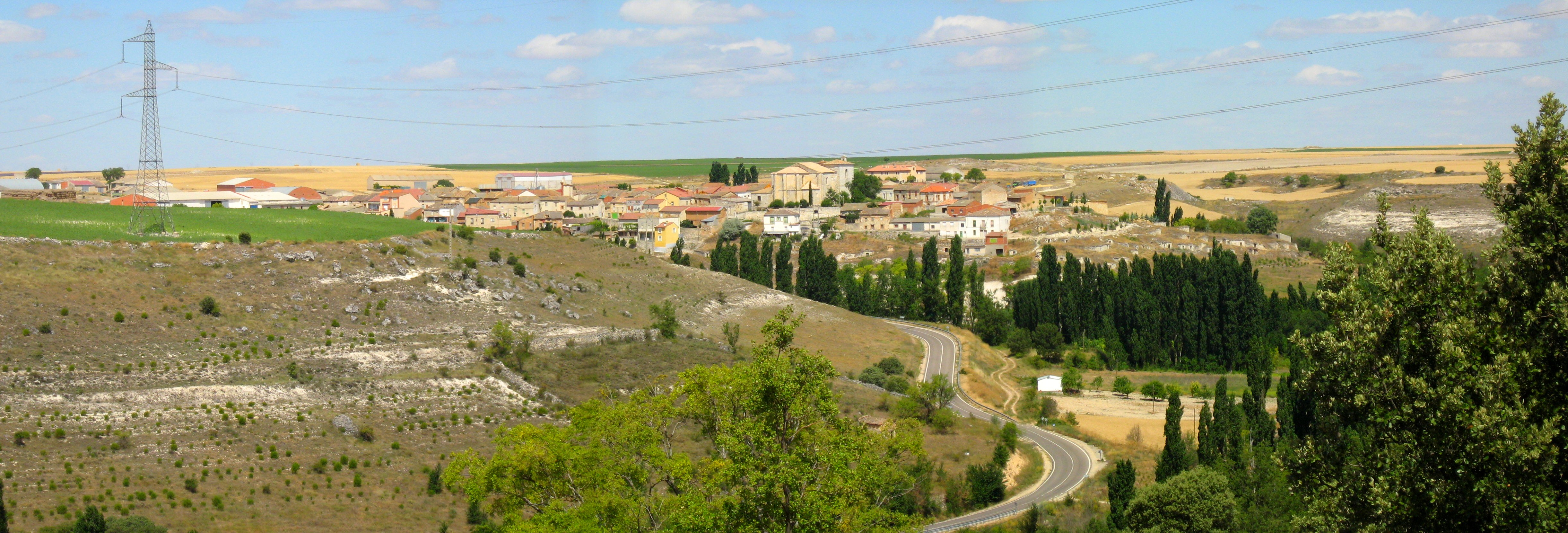
San Llorente desde El Robledal.

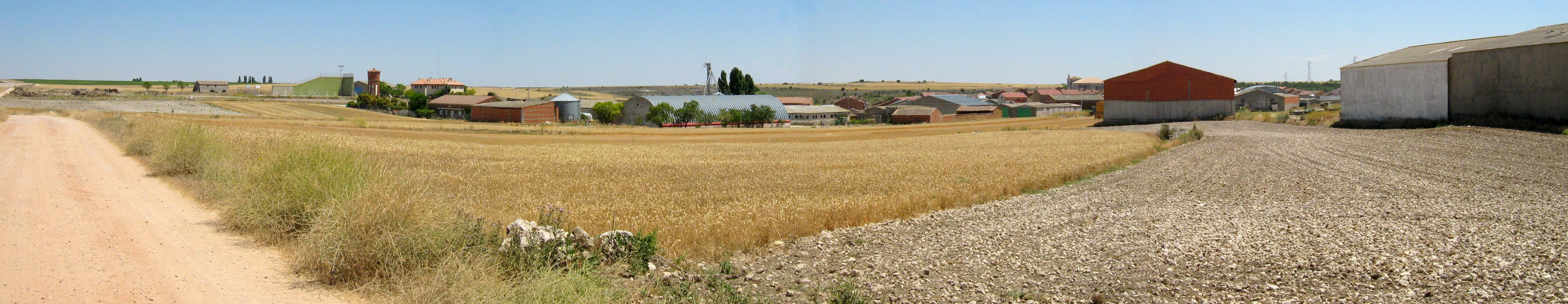
San Llorente, Frontón, Depósito de Agua, Almacenes, Camino Real de Burgos, Canalizo.

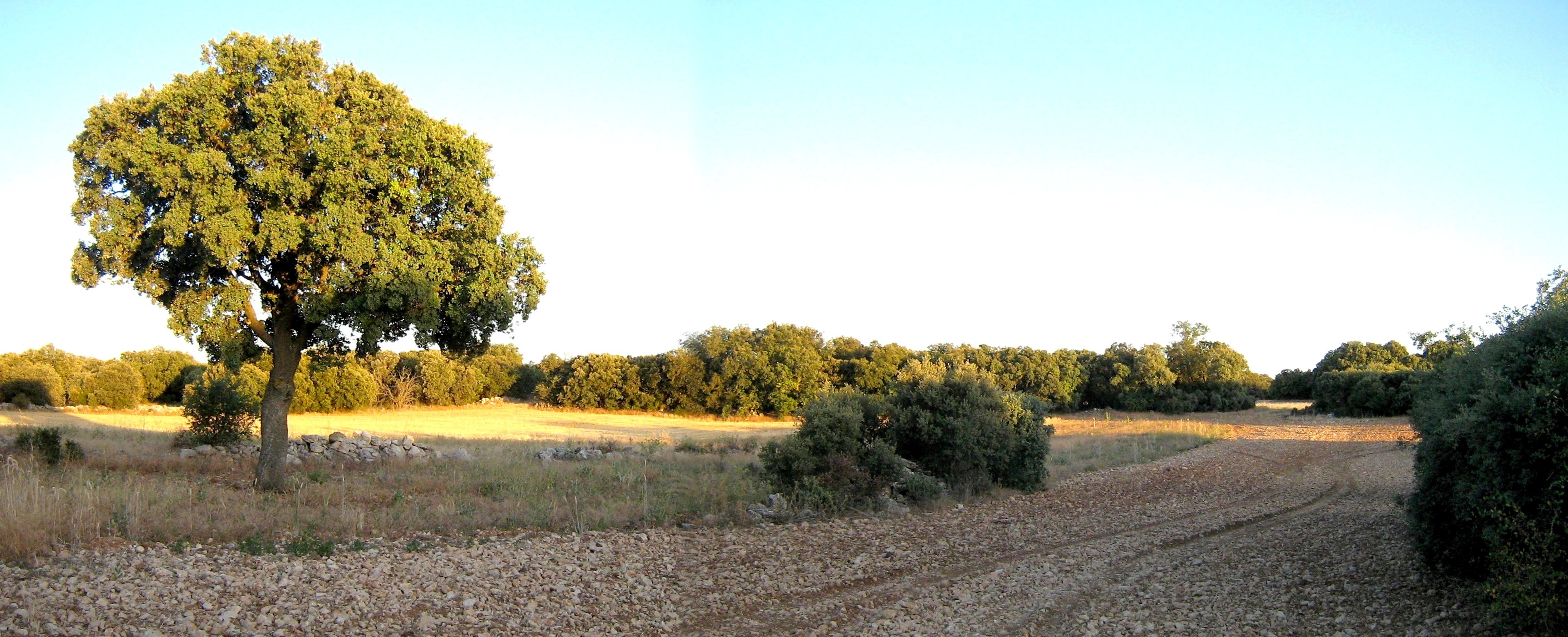
Monte de San Llorente.

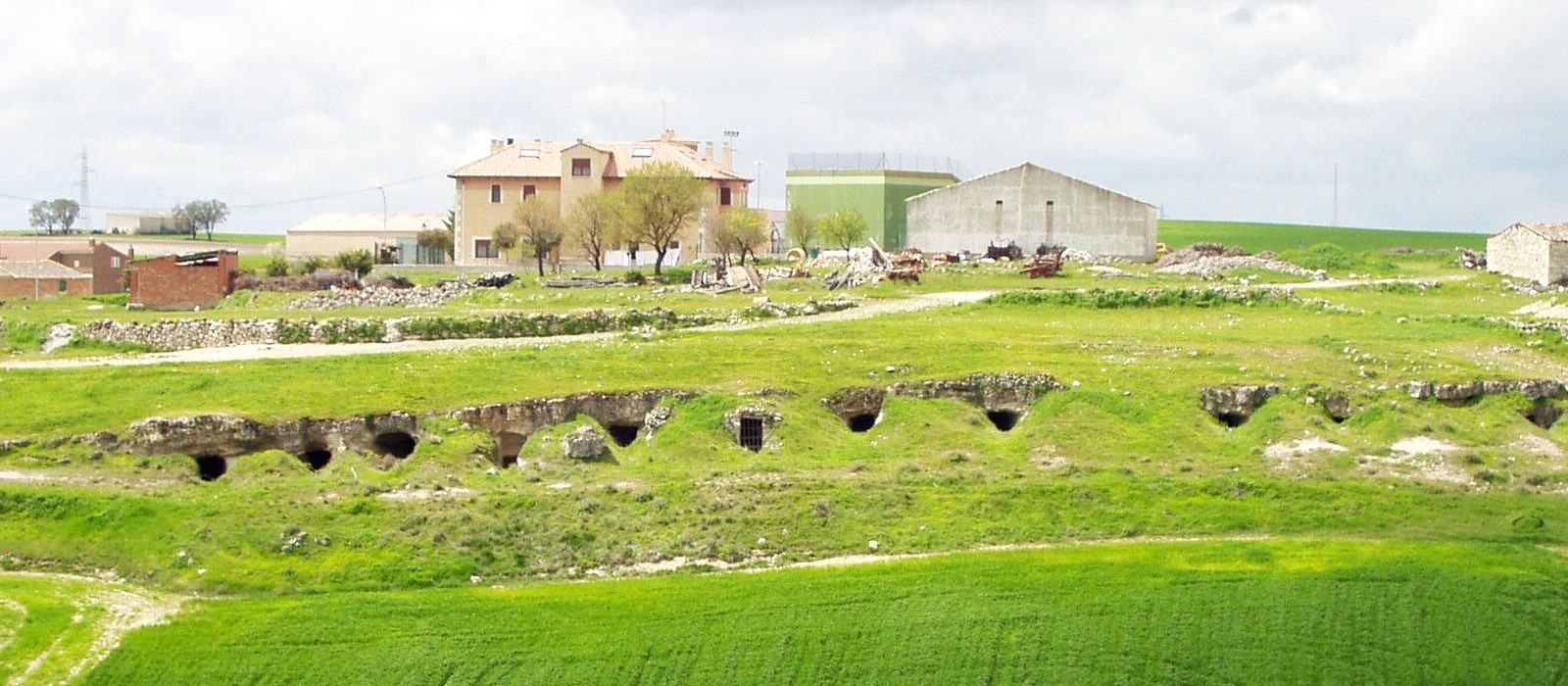
Lanchares Bodegas hundidas. Lanchares.

El Valle nace en una fuente llamada Jarrubia pero también conocida por Isarrubia. A su vez el topónimo Isarrubia proviene de un poblado medieval abandonado del que queda una pared levantada de su iglesia (Iglesia Rubia). No consta cuándo desapareció ni el motivo. Como vestigio la iglesia parroquial cuenta con una imagen de la Virgen del siglo XIII. El arroyo que nace se llama Concejo (también llamado Arroyo del Cuco) y desemboca en el río Duero en el término municipal de Bocos. Otras fuentes reseñables son:
- Fuente de La Aldea: Actualmente se ha canalizado para su consumo como agua potable de San Llorente.
- Fuente del Tanguillo: Situada junto a las Escuelas.
- Fuente la Fraila: Es un manantial.
- Fuentespinos : Situada en la salida del pueblo en dirección Corrales de Duero.
- Fuente Los Enfermos: Situada al comienzo del Robledal.

Cercano a Jarrubia está el Cotarro del Quemado (914m) donde se ha instalado una torre de medición de vientos de unos 30 metros de altura. San Llorente por estar situado en un alto es un lugar bastante ventoso. 
La economía se basa en la agricultura, en la ganadería (3 rebaños de ovejas (2009)) y un incipiente turismo rural. Los primeros poblamientos altomedievales tenían como principal recurso a la ganadería.
Aunque está rodeado por la Ribera del Duero, la vid apenas se cultiva debido a su clima que es demasiado frío. En la Puentecilla hay parcelas pequeñas con vides para autoconsumo.

## Historia
La historia de San Llorente se encuadra en la historia de la Comarca de Peñafiel, de Curiel de Duero y el Valle del Cuco. El pueblo prerromano de la zona fueron los vacceos. 
La historia altomedieval arranca tras la victoria de Ramiro II en la Batalla de Simancas 19 de julio - 939. Tras esta batalla el rey premia a uno de sus aliados, el primer Conde de Monzón Ansur Fernández, con las tierras de Peñafiel y Cuéllar. A partir de entonces Ansur Fernández repobló esta zona, quedando incluidas dentro del Condado de Monzón (Palencia). El condado pasó a su hijo Fernando Ansúrez en el 950. Al morir Fernando Ansúrez le sucedió su hermana Teresa y el sobrino de Fernándo Ansúrez: Ramiro III. 
Muerto Ramiro III, el condado pasa al conde de Castilla García Fernández y sus sucesores. Tras la muerte sin descendencia del último conde de Castilla, pasó a Sancho III de Navarra, por estar casado con doña Mayor de Castilla (hermana del último Conde de Castilla.). Cuando muere Sancho III el Condado de Castilla pasó a su segundo hijo, Fernando Sánchez que más tarde se coronara en León como Fernando I. En este momento desaparece el Condado de Monzón como entidad y forma parte de la corona. 
Eclesiásticamente el Condado de Monzón perteneció en esta época al obispado de Palencia y en la época de pertenencia al Condado de Castilla pudo haber pertenecido al obispado de Muño.
En tiempo de Alfonso VI de León y Castilla se creó la Comunidad de villa y tierra de Curiel a la que pertenece San Llorente. Ver historia de Curiel de Duero. Englobado en dicha Comunidad de Villa y Tierra, perteneció a la Extremadura Castellana. La organización de Comunidad de Villa y Tierra nace a partir de la necesidad de repoblar el sur del Duero después de la conquista de Toledo en 1085 por Alfonso VI.
El siglo XIX hubo dos acontecimientos que cambiaron las propiedades agrícolas: La Desamortización de Mendizábal (1836-1853) y la Desamortización de Madoz (1855 a 1868). Ver Historia del Campo de Peñafiel.
En 1952 dejó de pertenecer al obispado de Palencia y pasó la diócesis de Valladolid.
En el censo de Pascual Madoz (1845-1850) constan los siguientes datos:
- Partido Judicial de Peñafiel. Provincia de Valladolid. Diócesis de Palencia.
- Viento predominante: Norte.
- Enfermedad más común: Pulmonía
- Número de casas: 67
- Población: 72 vecinos, 272 habitantes.
- Ayuntamiento con cárcel.
- Iglesia parroquial de San Pedro servida por un cura y un sacristán.
- Monte mancomunado con Curiel y otros pueblos.
- El correo despachado desde Peñafiel.
- Producción: Trigo, centeno, cáñamo, patatas, vino, yerbas de pasto.
- Comercio: Exportación de sobrante de frutos.
- Ganado: Lanar y yuntas para uso agrario.
- Caza: Perdices.
- Escuela de instrucción primaria con 20 alumnos.
- Pago al maestro         400 rs
- Capital Producido:   662710 rs
- Impuestos:            66271 rs
- Contribución:          5241 rs 24 mrs
- Presupuesto municipal: 1200 rs. Se cubre con fondos propios y reparto municipal.

## Geografía humana

### Demografía
Cuenta con una población de 94 habitantes (INE 2024).
| Gráfica de evolución demográfica de San Llorente entre 1842 y 2021                                                    |
| |
| Población de derecho según los censos de población del INE. Población de hecho según los censos de población del INE. |

## Patrimonio

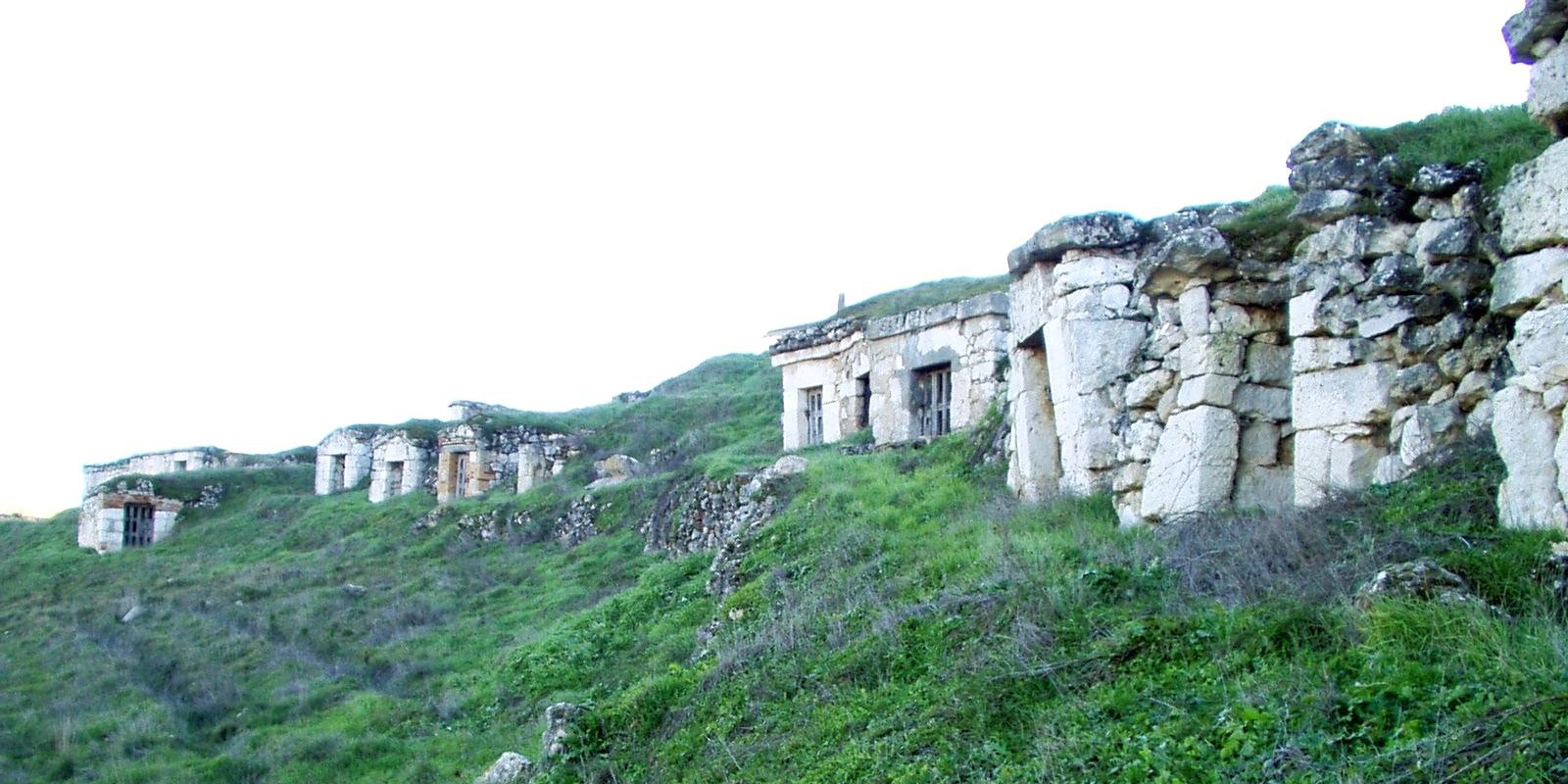
Bodegas abandonadas.

El edificio más importante de la población es la iglesia gótica del siglo XVI. 
Según el arzobispado de Valladolid, la parroquia se llama "San Pedro Apóstol".
Si bien en otras fuentes esta iglesia aparece como "El Salvador". La fiesta de San Pedro ya no se celebra el 29 de junio, ha sido trasladada al último fin de semana de julio para que no coincida con la época de recolección del cereal. 
La iglesia está en la Plaza Mayor es de sillería, tiene tres naves de arcos apuntados y una torre con tres campanas rematada con una espadañuela que tiene una pequeña campana. La iglesia es el edificio que domina todas las vistas del pueblo. Los retablos de la iglesia son barrocos (siglo XVII) salvo uno pintado de azul. El retablo mayor tiene tablas pintadas de la escuela palentina del siglo XVII (San Llorente dependió del obispado de Palencia hasta 1952). Las tablas tienen imágenes de la Virgen con el Niño, San Bartolomé, San Andrés y la Crucifixión.
La iglesia tiene tres naves cubiertas con bóveda de crucería con terceletes. En la entrada hay un baptisterio en una capilla de la entrada. La capilla mayor tiene bóveda estrellada.
Gastronomía: ver Gastronomía en el Valle del Cuco.
La torre del reloj tiene el escudo de la localidad. El escudo tiene dibujado un roble.
La casa típica es de dos plantas, con desván y corral para el ganado. La construcción tradicional es de piedra caliza y adobe. Las casas nuevas se hacen de ladrillo. Los pajares son pequeñas construcciones de una sola planta donde se guardaba paja para el ganado.
El Ayuntamiento está en la Plaza Socarrena. En ese edificio destaca la Torre del Reloj hecha de ladrillo. El servicio médico está en una sala del ayuntamiento.
El pueblo tiene bodegas excavadas que en su día sirvieron para la conservación de vinos y de alimentos (patatas). Actualmente están en su mayoría abandonadas. Al mismo tiempo hay alguna bodega moderna que además de la excavación destinada para la conservación de vino cuentan con un salón para merendar (merendero).
Las eras del pueblo se dedicaban antes de la mecanización del campo a las tareas de la recolección del cereal. Actualmente se han construido en las eras numerosas naves para el almacenamiento de las cosechas y de la maquinaria.
El plato de fiesta tradicional es el mismo que el de toda la zona de Peñafiel: El lechazo al horno (tradicionalmente calentado con sarmientos).